# Virgil Goode

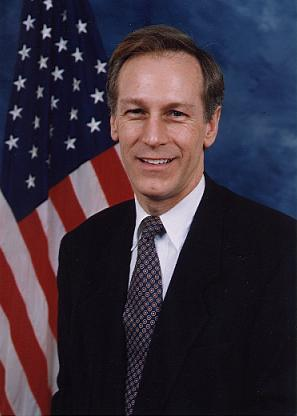
Virgil Goode

Virgil Hamlin Goode, Jr., född 17 oktober 1946 i Richmond, Virginia, är en amerikansk politiker. Han representerade delstaten Virginias femte distrikt i USA:s representanthus 1997-2009, först som demokrat, sedan som obunden och till sist som republikan.
Han är uppvuxen i Rocky Mount, en liten stad i närheten av Roanoke. Han avlade grundexamen vid University of Richmond och juristexamen vid University of Virginia School of Law.
Han inledde sin politiska karriär som demokrat. Han kandiderade till USA:s senat 1982 och 1994. Han förlorade båda gångerna i demokraternas primärval. När kongressledamoten Lewis Payne inte ställde upp för omval i 1996 års kongressval, lyckades Goode bli invald i representanthuset som demokrat.
Goode lämnade demokraterna i januari 2000 och blev obunden i stället. Han röstade redan som obunden med republikanerna. I november 2000 lyckades han bli omvald som obunden. Han blev 2002 medlem av Republikanska partiet och lyckades det året bli omvald till en hel mandatperiod som republikan.
USA:s representanthus fick den första muslimska ledamoten efter kongressvalet i USA 2006. Goode kritiserade Keith Ellison och Koranen som för första gången skulle vara framträdande när en ny ledamot svär eden. Han menade att om inte flera politiker är emot invandring, kommer det att bli flera muslimska ledamöter i framtiden. Ellison svarade att han inte är invandrare fast han är muslim. Ellison, som är från Minnesota, använde en Koran som hade hört till Thomas Jefferson, en av de mest kända politikerna i Virginias historia och en förespråkare för religionsfriheten.
Goode förlorade i kongressvalet i USA 2008 mot demokraten Tom Perriello.
Han ställer upp som presidentkandidat för Constitution Party i presidentvalet 2012. 